# Макс Фердинанд Перуц
Макс Фердинанд Перуц CBE (19. мај 1914 – 6. фебруар 2002) био је британски молекуларни биолог рођен у Аустрији, који је 1962. године са Џоном Кендруом поделио Нобелову награду за хемију за њихова проучавања структура хемоглобина и миоглобина. Добио је Краљевску медаљу Краљевског друштва 1971. и Копли медаљу 1979. године. На Кембриџу је основао и председавао (1962–79) Лабораторијом за молекуларну биологију Савета за медицинска истраживања, чијих је четрнаест научника добило Нобелове награде. Перуцов допринос молекуларној биологији у Кембриџу документован је у Историји универзитета Кембриџ: Том 4 (1870. до 1990) у издању Универзитета Кембриџ 1992. године.

## Младост и образовање
Перуц је рођен у Бечу, као син Аделе (Голдшмит) и Хуга Перуца, произвођача текстила. Његови родитељи су пореклом били Јевреји, али су Перуца крстили у католичкој религији. Иако је Перуц одбацио религију и био атеиста у позним годинама, био је против вређања других због њихових верских уверења.
Његови родитељи су се надали да ће постати адвокат, али хемијом се почео бавити још у школи. Занемарујући приговоре родитеља, уписао се на студије хемије на Универзитету у Бечу и дипломирао 1936. Професор Херман Марк посетио је Џона.Д. Бернала, који је тражио студента истраживача који ће му помоћи у проучавању рендгенске кристалографије. Перуц о тој теми није знао ништа, али Марк је узвратио рекавши да ће ускоро научити. Бернал га је прихватио у својој истраживачкој групи за кристалографију у лабораторији Кевендиш. Бернал га је подстакао да користи методу дифракције X-зрака за проучавање структуре протеина. Како је кристале протеина било тешко добити, користио је кристале хемоглобина коња и започео је докторску тезу о његовој структури. Хемоглобин је био тема која ће га заокупљати током већег дела његове професионалне каријере. Докторирао је код Лоренса Брага.

## Каријера и истраживање
Одбијен од стране колеџа Кингса и Ст. Џона, пријавио се и постао члан Питерхауса Универзитета Кембриџ. За почасног сарадника Питерхауса изабран је 1962. године. Живо се интересовао за млађе чланове и био је редован и популаран говорник у Келвин клубу, научном друштву Колеџа.

### 2. светски рат
Када је Хитлер заузео Аустрију 1938. године, Перуцови родитељи су успели да побегну у Швајцарску, али су изгубили сав новац. Као резултат тога, Перуц је изгубио финансијску подршку. Захваљујући способности скијања, искуству у алпинизму од детињства и познавању кристала, Перуц је прихваћен као члан трочланог тима који је проучавао претварање снега у лед у швајцарским ледницима у лето 1938. године. Његов чланак из Научног часописа Краљевског друштва учинио га је познатим као стручњака за глечере.
Лоренс Браг, који је био професор експерименталне физике у Кавендишу, сматрао је да је Перуцово истраживање хемоглобина обећавало и подстакао га да се пријави за бесповратну помоћ Фондације Рокфелер за наставак истраживања. Пријава је прихваћена у јануару 1939. године и Перуц је могао да доведе своје родитеље из Швајцарске у марту 1939. године у Енглеску.
По избијању Другог светског рата Перуц је заједно са другим особама немачког или аустријског порекла послат у Њуфаундленд (по наређењу Винстона Черчила). Након неколико месеци интернирања, вратио се у Кембриџ. Због његових претходних истраживања промена у распореду кристала у различитим слојевима глечера пре рата, затражили су од њега савет да ли би, ако батаљон командоса буде слетео у Норвешку, могли бити сакривени у склоништима под ледницима. Његово знање на тему леда довело је до тога да је 1942. године регрутован за пројекат Хабакук. Ово је био тајни пројекат изградње ледене платформе у средњем делу Атлантика, која би могла да се користи за пуњење авиона горивом. У том циљу истраживао је недавно изумљену мешавину леда и целулозе познату као pykrete (пајкрит). Изводио је ране експерименте на пајкриту на тајној локацији испод пијаце меса Смитфилд у лондонском Ситију.

### Оснивање јединице за молекуларну биологију
После рата вратио се накратко у глациологију. Демонстрирао је како теку глечери.
Године 1947. Перуц је, уз подршку професора Брага, успео да добије подршку од Савета за медицинска истраживања за истраживање молекуларне структуре биолошких система. Ова финансијска подршка омогућила му је да оснује Јединицу за молекуларну биологију у лабораторији Кевендиш. Нова Перуцова јединица привукла је истраживаче који су схватили да поље молекуларне биологије обећава, међу њима су били Франсис Крик 1949. и Џејмс Д. Вотсон 1951. године.
1953. Перуц је показао да се дифрактовани рендгенски зраци из кристала протеина могу поређати поредећи обрасце из кристала протеина са и без везаних тешких атома. 1959. године је овом методом одредио молекуларну структуру протеина хемоглобина, који транспортује кисеоник у крви. Овај рад резултирао је његовом поделом Нобелове награде за хемију за 1962. годину са Џоном Кендруом. Данас се молекуларне структуре неколико хиљада протеина сваке године одређују рентгенском кристалографијом.
После 1959. године Перуц и његове колеге настављају да одређују структуру окси- и деокси-хемоглобина у високој резолуцији. Као резултат тога, 1970. године је коначно успео да сугерише како он функционише као молекуларна машина: како се пребацује између деоксигенованог и оксигенованог стања, заузврат покрећући унос кисеоника, а затим његово ослобађање у мишиће и друге органе. Даљи рад током наредне две деценије дорадио је и поткрепио предложени механизам. Поред тога, Перуц је проучавао структурне промене у бројним болестима хемоглобина и како оне могу утицати на везивање кисеоника. Надао се да ће молекул моћи да функционише као рецептор за лек и да ће бити могуће инхибирати или поништити генетске грешке какве се јављају код српасте анемије. Даљи интерес је био променљив молекул хемоглобина од врсте до врсте како би одговарао различитим стаништима и обрасцима понашања. У последњим годинама Перуц се окренуо проучавању промена протеинских структура умешаних у Хантингтонову болест и друге неуродегенеративне болести.

### Аутор
У каснијим годинама Перуц је био редовни рецензент/есејиста часописа Њујорк ривју оф букс за биомедицинске теме. Многи од ових есеја су поново објављени у његовој књизи из 1998. године, Волео бих да сам вас раније наљутио. У августу 1985. часопис је такође објавио његов извештај под насловом „То је био рат: непријатељски ванземаљац“ о својим искуствима интернираног током Другог светског рата. Његов рођак Лео Перуц, угледни писац, рекао је Максу док је био дечак да никада неће бити писац, што је била неоправдана пресуда, као што показују Перуцова изванредна писма које је написао као студент. Објављени су у часопису као Одабрана писма Макса Перуца. Перуц је био одушевљен што је 1997. године освојио награду Луис Томас за писање у области науке.

### Научник-грађанин
Перуц је напао теорије филозофа Карла Попера и Томаса Куна и биолога Ричарда Докинса у предавању одржаном у Кембриџу на тему „Живи молекули“ 1994. године. Критиковао је Поперову идеју да наука напредује кроз процес формирања и оповргавања хипотеза, рекавши да хипотезе нису нужно основа научног истраживања и, барем у молекуларној биологији, нису нужно ни предмет ревизије. За Перуца, Кунова идеја да наука напредује у променама парадигми које су подложне социјалним и културним притисцима неправедно представља модерну науку.
Ове критике односиле су се на научнике који нападају религију, посебно на Ричарда Докинса. Изјаве које вређају религијску веру биле су за Перуца нетактичне и једноставно штетиле угледу науке. Закључио је да „чак и ако не верујемо у Бога, треба да се трудимо да живимо као да верујемо“.
У року од неколико дана од напада 11. септембра 2001. године, Перуц је писао британском премијеру Тонију Блеру, апелујући на њега да не одговара војном силом: „Узнемирен сам америчким вапајима за осветом и забринут да ће освета председника Буша довести до смрти на хиљаде још невиних људи, водећи нас у свет ескалације терора и контратерора. Надам се да можете да употребите свој ограничавајући утицај да бисте спречили да се ово догоди."

### Почасти и награде
Перуц је изабран за члана Краљевског друштва 1954. године. Поред Нобелове награде за хемију 1962, коју је поделио са Џоном Кендруом за проучавање структура хемоглобина и миоглобина, Макс Перуц је добио и низ других важних почасти: именован је за команданта Реда Британске империје 1963. године, добио је аустријско одликовање за науку и уметност 1967. године, Краљевску медаљу Краљевског друштва 1971. године, добио је Коплеј медаљу 1979. године и Орден за заслуге 1988. године.
Перуц је постао члан Немачке академије наука Леополдина 1964. године, добио почасни докторат на Универзитету у Бечу (1965) и добио је медаљу Вилхелм Екнер 1967. У чланство Европске организације за молекуларну биологију изабран је 1964.

### Предавања
1980. позван је да одржи божићно предавање Краљевске институције о пилетини, јајету и молекулима.

### Књиге Макса Перуца
- 1962. Протеини и нуклеинске киселине: структура и функција. Амстердам и Лондон. Elsevier
- 1989. Да ли је наука неопходна? Есеји о науци и научницима. Лондон. Бари и Џенкинс.  0-7126-2123-7
- 1990. Механизми кооперативности и алостеричне регулације у протеинима. Кембриџ. Универзитет Кембриџ Press  0-521-38648-9
- 1992. Структура протеина: Нови приступи болести и терапији. Њујорк. Фриман (  0-7167-7021-0 )
- 1997. Наука није миран живот: Разоткривање атомског механизма хемоглобина. Сингапур. World Scientific  981-02-3057-5.
- 2002. Волео бих да сам вас раније наљутио. Cold Spring Harbor, Њујорк. Cold Spring Harbor Laboratory Press.  978-0-87969-674-0.
- 2009. Какво време имам: Одабрана писма Макса Перуца, уредила Вивијен Перуц. Cold Spring Harbor  Laboratory Press. Њујорк. .  978-0-87969-864-5.

## Лични живот
1942. Перуц се оженио Гизелом Кларом Матилдом Пајсер (1915–2005), медицинском фотографкињом. Имали су двоје деце, Вивијен (рођ. 1944), историчарку уметности; и Робина (рођ. 1949), професора хемије на Универзитету у Јорку. Гизела је била избеглица из Немачке (била је протестанткиња чији је отац био Јеврејин).
Кремиран је 12. фебруара 2002. године у Крематоријуму у Кембриџу (Кембриџшир), а његов пепео је покопан са родитељима Хугом Перуцом и Дели Перуц у парохији гробља Вазнесења у Кембриџу. Његова супруга је кремирана 28. децембра 2005. и њен пепео је покопан у истој гробници.